# Stordal
Stordal was een gemeente in de Noorse provincie Møre og Romsdal. De gemeente telde 947 inwoners in 2019.
Op 1 januari 2020 werd Stordal samengevoegd met Norddal tot de nieuwe gemeente Fjord.